# Simon Lööf
Simon Lööf (* 29. Mai 1996 in Eksjö) ist ein schwedischer Schauspieler.

## Leben und Karriere
Lööf wurde am 29. Mai 1996 in Eksjö geboren. Er war unter anderem für die Lone Star Brahmas in der nordamerikanischen Juniorenliga NAHL aktiv und gewann 2017 mit dem Team den Robertson Cup. 2019 beendete er seine aktive Sportkarriere.
Sein Schauspieldebüt gab er 2020 in der Fernsehserie Eagles. Von 2021 bis 2022 war er in Threesome zu sehen. Anschließend trat er 2024 in So Long, Marianne auf. Außerdem wurde er fürmdie Serie Alla andra kan dra åt helvete gecastet. 2025 bekam Lööf in dem Film In the Lost Lands eine Hauptrolle. Im selben Jahr spielte er in Ett ärligt liv mit.

## Filmografie
Filme
- 2025: In the Lost Lands
- 2025: Ett ärligt liv

Serien
- 2020: Eagles
- 2021–2022: Threesome
- 2024: So Long, Marianne
- 2025: Alla andra kan dra åt helvete